# Pekka Himanen

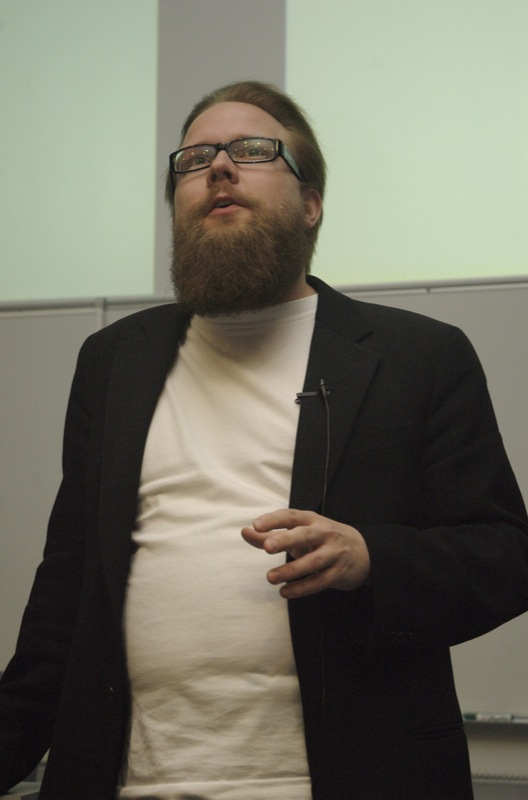
Pekka Himanen 2006.

Pekka Himanen, född 19 oktober 1973 i Helsingfors, är en finländsk filosof och författare.
Himanen doktorerade vid Helsingfors universitet 1994 med en avhandling inom religionsfilosofi, och blev därigenom landets genom tiderna yngsta doktorand inom ämnet. Han är ledande forskare vid Institutet för informationsteknologi i Helsingfors, samt verkar som professor i kreativ ekonomi vid Konstindustriella högskolan.
Himanen har arbetat som forskare bland annat vid Stanforduniversitetet i Berkeley, Kalifornien och kommit att bli en av världens mest uppmärksammade föreläsare kring temat informationssamhället. Som rådgivare i frågor kring detta ämne har han tjänat Finlands president, regering och riksdag samt har etablerat en dialog med näringslivet gällande humanistiska och filosofiska frågor i relation till informationsteknologin. Bland Himanens arbeten kan nämnas mötet mellan Sokrates och filosoferna vid Helsingfors universitet i HimEros (1996); sökandet efter etiska hållpunkter i cyberrymden i The hacker ethic and the spirit of the information age (2001) där han har samarbetat med den spanska sociologen Manuel Castells. Med Castells han också har skrivit The information society and the welfare state: The Finnish model (2002).